# Pseudocoremia melinata
Pseudocoremia melinata är en fjärilsart som beskrevs av Felder och Alois Friedrich Rogenhofer 1874. Pseudocoremia melinata ingår i släktet Pseudocoremia och familjen mätare. Inga underarter finns listade i Catalogue of Life.

## Bildgalleri

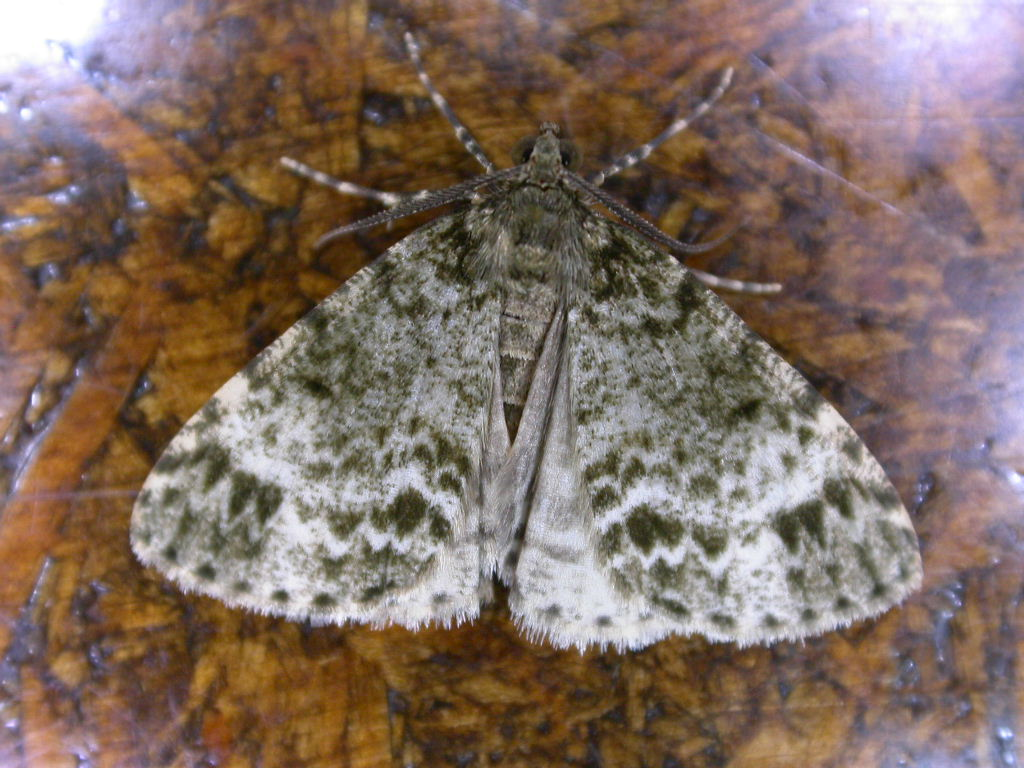